# Champillet
Champillet é uma comuna francesa na região administrativa do Centro, no departamento Indre. Estende-se por uma área de 6,86 km². Em 2010 a comuna tinha 147 habitantes (densidade: 21,4 hab./km²).